# Au-delà du réel (film)
Pour les articles homonymes, voir Au-delà du réel.
Pour plus de détails, voir Fiche technique et Distribution.
Au-delà du réel (Altered States) est un drame psychologique américain réalisé par Ken Russell, sorti en 1980.

## Synopsis
Edward Jessup est un chercheur anthropologue à l'Université Cornell, où il étudie les niveaux de conscience avec ses étudiants tout en participant lui-même aux expériences. Il s’immerge pendant cinq heures dans un caisson d'isolation sensorielle vertical comme celui de John Lilly, pendant que son ami Arthur Rosenberg enregistre et contrôle son activité cérébrale en électroencéphalographie. Il vit alors des hallucinations oniriques et religieuses.
Cela le conduit à vouloir participer à un rituel chamanique aztèque traditionnel en allant vivre cela chez des Indiens Nahuas du Mexique. Il revient avec ce produit hallucinogène naturel très puissant et non encore étudié en laboratoire comme psychédélique. Après une première prise de cette substance lorsqu’il est immergé dans un caisson d'isolation sensorielle horizontal plus ancien que le précédent, il régresse en devenant un premier humain simiesque de 1,20 m de hauteur qui tue une chèvre pour boire son sang. Lorsqu’il sort du caisson, Arthur Rosenberg lui essuie la bouche ensanglantée en pensant qu’il s’est mordu la lèvre. Inquiet, son ami lui fait subir des examens médicaux dont une radiographie montre qu’il a une nuque qui ressemble à celle d’un gorille. Ces changements physiologiques disparaissent dans le temps mais il veut poursuivre les expérimentations, à la grande inquiétude de son épouse Émilie qui, elle, étudie les babouins en Afrique après sa thèse.
Il reprend du produit psychodysleptique et s’immerge de nouveau dans le caisson. Son ami électroencéphalographiste s’endort devant l'enregistreur polygraphique, mais il est réveillé par le bruit du caisson ouvert où il découvre que Jessup a disparu. Un singe est ensuite repéré dans le sous-sol où il est alors poursuivi, mais il s’échappe. Edward Jessup, devenu un singe hominidé, est remonté à la surface où il évite les voitures mais il est poursuivi par des chiens. Il s’enfuit en sautant par-dessus le mur d'un zoo où il se réfugie parmi les éléphants. Il est ensuite retrouvé tout nu et inconscient dans le zoo lorsque le produit hallucinogène a terminé ses effets.
Il est ensuite persuadé qu’en poursuivant l’expérience, il va découvrir l'origine de l'univers entier en remontant au-delà de la matière et avant même de la vie qui est inscrite dans notre ADN. Il s’immerge une troisième fois et une nouvelle absorption de la substance amérindienne transformatrice produit une force lumineuse immense qui fait éclater le caisson et qui se répand en repoussant les murs et tordant les tuyaux de la pièce jusqu’à provoquer une inondation. Lorsqu’il émerge de cette transe qui a modifié son corps et son environnement extérieur, il pense qu’il est remonté dans la mémoire de l'univers jusqu’au big bang. Effrayé de ces transformations de lui-même et du monde, il comprend que Tout est en chacun de nous. C'est entièrement métamorphosé qu'il revient de l'ultime régression de cet univers primordial, en redevenant l'homme qu'il a toujours été, protégé de la transformation du réel par l’amour de son épouse.

## Fiche technique
- Titre original : Altered States
- Titre français : Au-delà du réel
- Réalisation : Ken Russell
- Scénario : d’après la nouvelle de Paddy Chayefsky paru en 1980
- Production : Howard Gottfried, Stuart Baird, Daniel Melnick (en)
- Photographie : Jordan S. Cronenweth
- Musique : John Corigliano, couplée à Voile d'Orphée de Pierre Henry pendant le premier épisode hallucinatoire
- Caméraman : Jordan Cronenweth
- Montage : Eric Jenkins
- Décors : Thomas L. Roysden
- Directeur Artistique : Richard Macdonald
- Costumes : Ruth Myers
- Effets spéciaux : David Domeyer, Chuck Gaspar, Robert Blalack, Bran Ferren, James Shourt, James Kagel (sculpteur), MPI James Shourt et Robert Blalock
- Sociétés de production : Warner Bros. Pictures
- Sociétés de distribution : Warner Bros. Entertainment (États-Unis)
- Budget : 15 000 000 de dollars[1]
- Durée : 102 minutes
- Pays de production :  États-Unis
- Langue originale : anglais
- Format : son Dolby, 70 mm 6-Track
- Genre : film d'horreur, thriller, science-fiction
- Dates de sortie :
  - États-Unis : 25 décembre 1980
  - France : 30 septembre 1981
- Classification :
  - États-Unis[2] : R (Restricted)
  - France[3] : interdit aux moins de 12 ans

## Distribution
- William Hurt  (VF : Michel Le Royer)  : Professor Eddie Jessup
- Blair Brown : Emily Jessup
- Bob Balaban  (VF : Philippe Ogouz)  : Arthur Rosenberg
- Charles Haid  (VF : Pierre Hatet)  : Mason Parrish, Professor of Endocrinology at Harvard Medical School
- Thaao Penghlis (VF : Michel Paulin) : Prof. Eduardo Eccheverria at University of Mexico
- Dori Brenner (VF : Joëlle Fossier) : Sylvia Rosenberg
- Peter Brandon : Alan Hobart
- Charles White-Eagle : The Brujo, Hindris Indian
- Drew Barrymore (VF : Francette Vernillat) : Margaret Jessup
- Megan Jeffers : Grace Jessup
- Jack Murdock : Hector Orteco
- Frank McCarthy (en) : Obispo
- John Larroquette : X-Ray Technician
- George Gaynes : Dr Wissenschaft
- Paul Larsson : Charlie Thomas, Security Guard
- Eric Forst : Mingus
- Adriana Shaw : Dr Antonini
- Olivia Michelle : Veronica

## Distinctions

### Nominations
- Oscars 1981 :
  - Oscar de la meilleure musique de film
  - Oscar du meilleur mixage de son
- Golden Globes 1981 : Golden Globe de la révélation masculine de l'année pour William Hurt
- Saturn Awards 1981 :
  - Saturn Award du meilleur film de science-fiction
  - Saturn Award de la meilleure réalisation
  - Saturn Award du meilleur scénario

### Récompenses
- Saturn Awards 1981 : Saturn Award du meilleur maquillage

## Article annexe
- Psychotrope au cinéma et à la télévision